# Krim (Volk)

Hauptverbreitungsgebiet der Krim im Süden von Sierra Leone

Die Krim sind ein Volk in Sierra Leone und stellen (Stand 2015) mit etwa 15.700 Menschen 0,2 Prozent der Einwohner des Landes. Nur noch etwa 10,5 Prozent (1669 Personen; Stand 2015) der Krim sprechen als Muttersprache Krim (Kim).
Die Krim leben traditionell im Süden des Landes in der Southern Province, vor allem in den Distrikten Pujehun und Bonthe.